# Bottidda
Bottidda (sardinsky: Bòtidda) je italská obec (comune) v provincii Sassari v regionu Sardinie. Nachází se ve výšce 396 metrů nad mořem a má 646 obyvatel. Rozloha obce je 33,71 km².